# 孫迪 (永樂進士)
孫廸（1381年—1407年），字仲約，浙江錢塘人，明朝政治人物、進士出身。

## 生平
永樂四年，登進士，選庶吉士，后升任禮部員外郎，旋卒，年僅二十七歲。